# Bordes, Hautes-Pyrénées
Bordes är en kommun i departementet Hautes-Pyrénées i regionen Occitanien i sydvästra Frankrike. Kommunen ligger i kantonen Tournay som tillhör arrondissementet Tarbes. År 2022 hade Bordes 753 invånare.

## Befolkningsutveckling
Antalet invånare i kommunen Bordes
| Referens: INSEE |